# Juanita Millender-McDonald

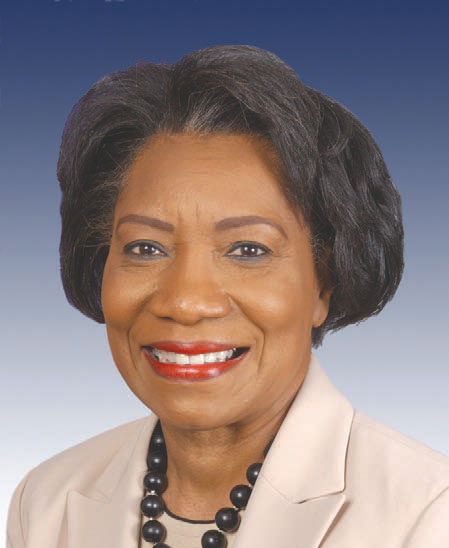
Juanita Millender-McDonald

Juanita Millender-McDonald (* 7. September 1938 in Birmingham, Alabama; † 22. April 2007 in Carson, Kalifornien) war eine US-amerikanische Politikerin, die von 1996 bis zu ihrem Tode Abgeordnete im Repräsentantenhaus der Vereinigten Staaten war. Sie repräsentierte dort den 37. Distrikt von Kalifornien und war Mitglied der Demokratischen Partei.
Millender-McDonald studierte an der University of Redlands, der California State University, Los Angeles und der University of Southern California. Sie war Lehrerin und Mitglied des Stadtrates von Carson sowie Abgeordnete in der California State Assembly, bevor sie in den Kongress kam.
Juanita Millender-McDonald starb an einem Krebsleiden.